# Ternopillja
Ternopillja (ukrainisch Тернопілля; russisch Тернополье/Ternopolje, deutsch Dornfeld) ist ein Dorf in der westlichen Ukraine. Der früher Dornfeld genannte Ort war ein deutsches Kolonistendorf im ehemaligen österreichischen Königreich Galizien (seit 1854 Kronland), das bis heute seine Anlage aus dem Jahr 1785 gut erkennen lässt. Es war bis Ende 1939 und nochmals von 1943 bis 1944 von Deutschen besiedelt. Es bestehen noch Beziehungen zum Hilfskomitee der Galiziendeutschen.

## Lage
Ternopillja liegt im Westen der Ukraine, etwa 24 km südlich der Oblasthauptstadt Lwiw im Norden des ehemaligen Rajons Mykolajiw; die ehemalige Rajonshauptstadt Mykolajiw ist 12 Kilometer südöstlich gelegen.

## Geschichte

### Gründung und Entwicklung bis 1939

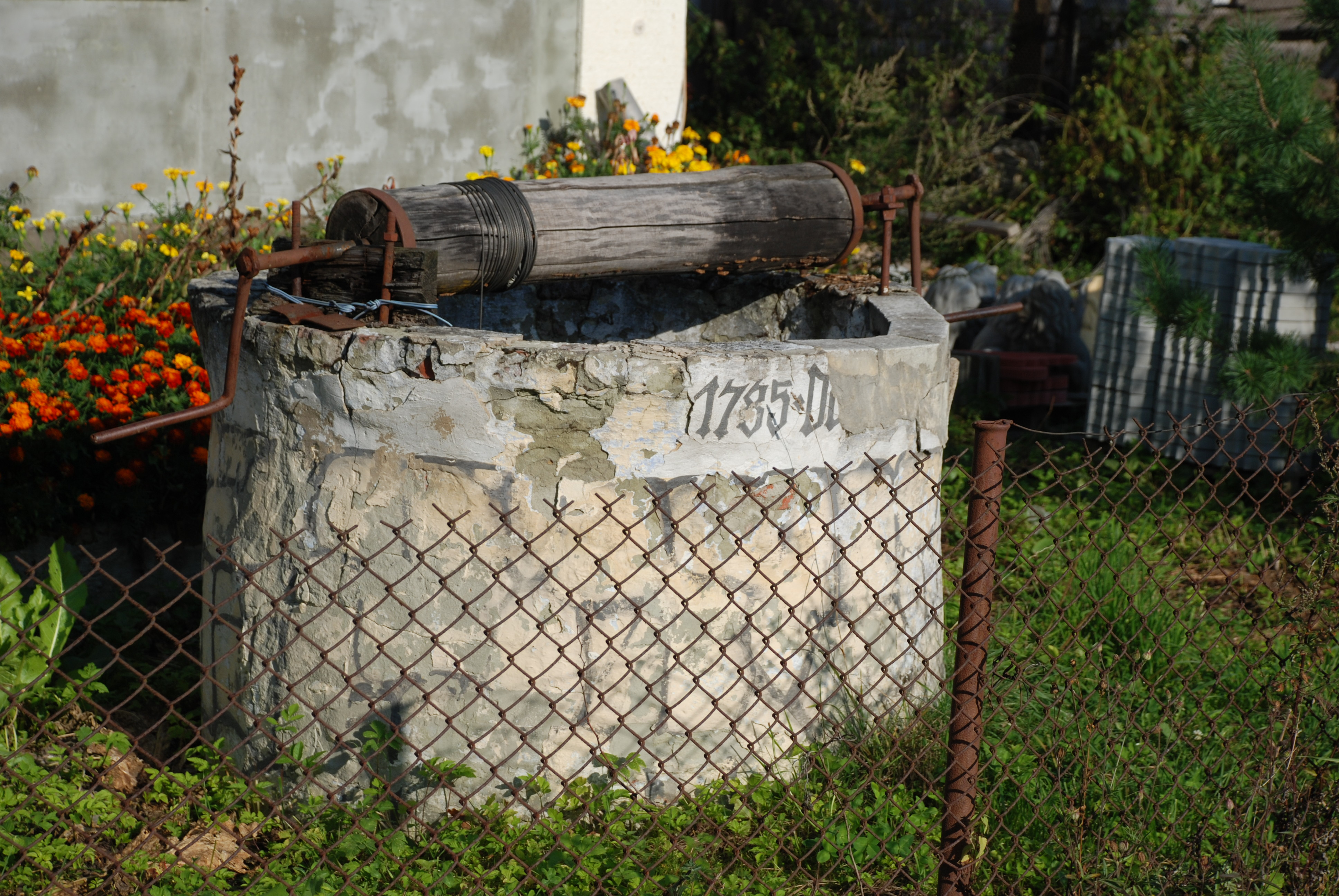
Alter Brunnen in Ternopillja
aus dem Gründungsjahr

Mit der ersten Teilung von Polen-Litauen 1772 kamen die Königreiche Galizien und Lodomerien an Österreich. Kaiser Joseph II. ließ 1782 in Südwest-Deutschland für die Kolonisierung Galiziens werben und versprach dabei Landeigentum nebst Haus, Scheune und Vieh. Weiter wurde Freiheit von Fronarbeit, Kriegsdienst (Einwanderer und älteste Söhne) und auch, für 10 Jahre, von Abgaben und Steuern gewährt. Dornfeld wurde ab Herbst 1785 errichtet – ein Brunnen erinnert noch an dieses erste Jahr. Benannt wurde es nach Edler von Dornfeld, einem österreichischen Gubernialrat im Ansiedlungsstab.
Nach einer Zwischeneinquartierung in Szczerzec (heute Schtschyrez) bezogen die in der Mehrzahl protestantischen, seltener mennonitischen, Kolonisten ab 1786 Dornfeld; im Juli 1786 war die Besiedlung abgeschlossen. Damals verlieh der Kaiser der Kolonie bei einem Besuch den kaiserlichen Doppeladler für ihr Wappen.
Dornfeld war Zentrum des Pfarrsprengels – mit den Gemeinden Neu-Chrusno (Chorosno) im Norden, Reichenbach (heute Teil von Krassiw) und Lindenfeld (heute Lypiwka) im Osten sowie Einsiedel (heute Odynoke), Falkenstein (heute Sokoliwka) und Rosenberg (heute Teil von Schtschyrez) im Westen. Die Gemeinden zählten sich zur Evangelische Superintendentur A. B. Galizien.

Die 100-Jahr-Feier wurde wegen Arbeiten an der Kirche auf das Jahr 1888 verlegt, auch weil im Juli 1788 der erste Dornfelder Pfarrer sein Amt angetreten hatte. Für die 150-Jahr-Feier einigte man sich jedoch mit Bezug auf das erste Ansiedlungspatent von Kaiser Joseph II. auf das Jahr 1931; die Feier fand in Dornfeld am Sonntag, den 12. Juli statt.
Ab 1909 gründeten Georg Faust und Karl Bechtloff im Auftrag des Deutschen Volksrates Raiffeisenkassen, zunächst in Dornfeld und Rosenberg, nach und nach auch in den meisten anderen deutschen Gemeinden Galiziens, insgesamt 41 Kassen. Die Kassen wurden am 1. November 1910 im Verband deutscher landwirtschaftlicher Genossenschaften in Galizien zusammengeschlossen, der bis zur Verlegung nach Lemberg im Jahr 1914 seinen Sitz in Dornfeld hatte.
Verwaltungstechnisch war der Ort ab 1867 der Bezirkshauptmannschaft Lemberg zugeordnet, der Sitz des Gerichtsbezirks war Szczerzec.
Die Bewohner flohen am 1. September 1914 vor der russischen Besetzung. Sie kehrten teilweise ins bis zum 24. Juni 1915 russisch besetzte Dorf zurück, teilweise aber auch erst im Dezember 1915 nach der Entsetzung. In Dornfeld wurden 22 Gehöfte ganz oder partiell eingeäschert; außer den zerstörten Gehöften hinterließen die Russen ein „weithin von Schützengräben zerwühltes und aufgegrabenes Feld“. Einem anderen Bericht zufolge waren 40 Häuser niedergebrannt – die Russen hätten die Bewohner gezwungen, an den Schanzen mitzuarbeiten, wenn auch gegen Bezahlung.
Mit der Auflösung der Habsburger Monarchie im November 1918 begann auch für das ehemalige Kronland Galizien eine neue Epoche. Nach dem folgenden Polnisch-Ukrainischen Krieg war das ehemalige Galizien ab 16. Juli 1919 Teil des polnischen Staates. Während der Zeit des Zweiten Polnischen Republik war der Ort ab 1934 ein Teil der Gmina Ostrów im Powiat Lemberg, Woiwodschaft Lwów.
1920 gründete Pfarrer Fritz Seefeldt in Dornfeld eine Volkshochschule, die am 3. März 1921 eröffnet wurde; sie bestand bis zu dessen Rückkehr nach Deutschland im Jahr 1933.

### Umsiedlung der Deutschen 1939

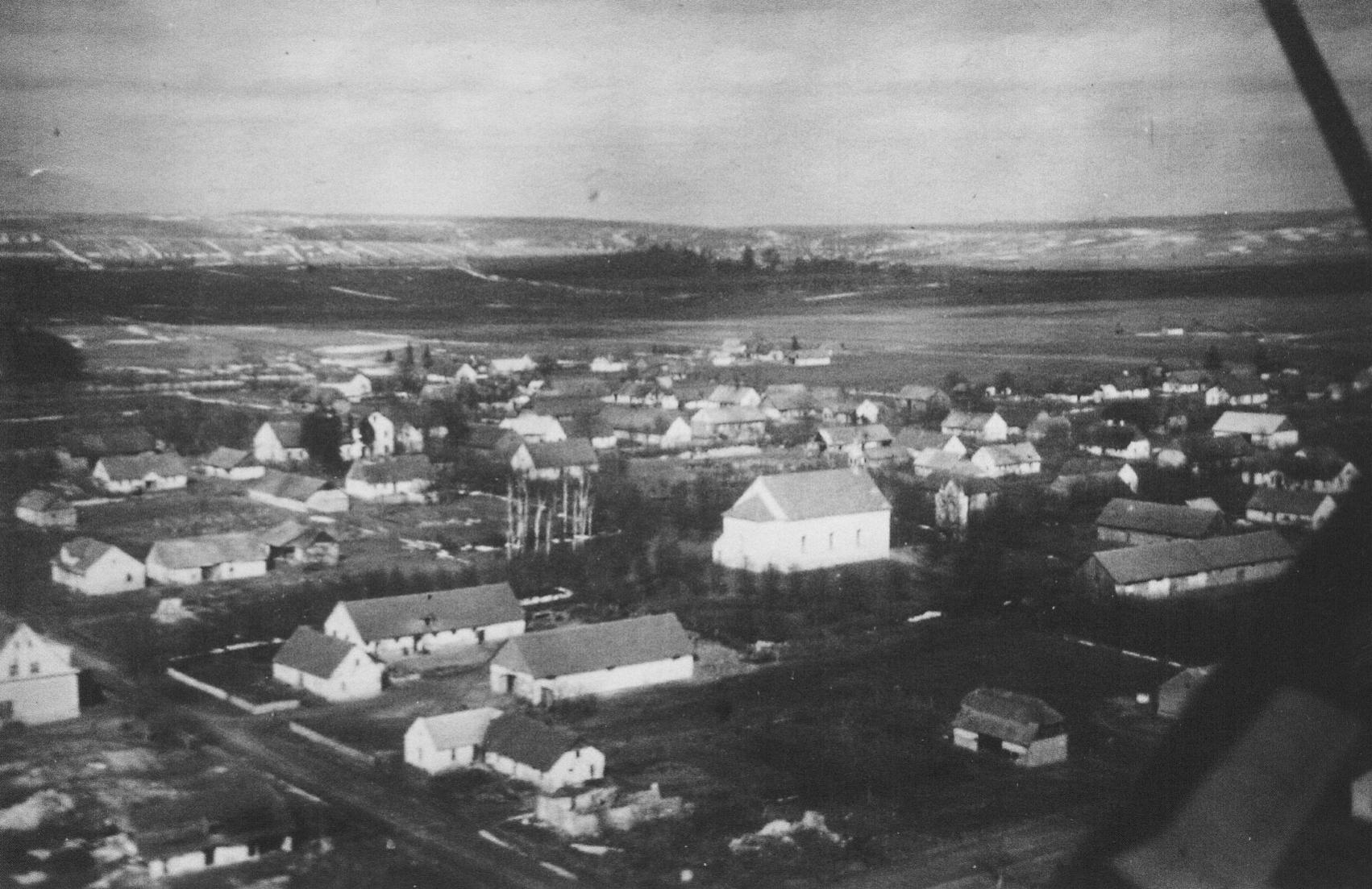
Dornfelds Zentrum 1944
mit alter Kirche von 1817

Kurz vor Ausbruch des Zweiten Weltkrieges gab es viele Verhaftungen. Die Kämpfe in Galizien fanden mit der Kapitulation von Lemberg vor den Russen am 22. September 1939 ein vorläufiges Ende; das ehemalige Ostgalizien wurde nun als Westukraine bezeichnet. Mit dem deutsch-sowjetischen Grenz- und Freundschaftsvertrag wurde in einem vertraulichen Protokoll die Umsiedlung der Deutschen vorbereitet, am 6. Oktober bekanntgegeben und ab 8. Dezember 1939 von einem Umsiedlungskommando unter Leitung des damaligen SS-Standartenführers Hoffmeyer, für das Gebiet Lemberg von SS-Sturmbannführer Dr. Friedrich Scholz, Hans Koch und Rudolf Niemczyk organisiert.
Die große Abwanderung der Dornfelder selbst begann genau an Weihnachten 1939 in eisiger Kälte. Am 26. Januar 1940 überquerte der letzte Treck die Sanbrücke in Przemyśl. Die Frauen und Kinder wurden mit Zügen in Lager überführt, Ziel war vorerst ein Lager in Bad Schandau (bzw. für das Diakonissenhaus aus Stanislau in Pirna). Die Männer fuhren mit dem Treck und wurden zunächst in der Nähe von Lodz untergebracht. Im Laufe der nächsten Monate wurden die Dornfelder nach dem Warthegau überführt und dort angesiedelt, nachdem man die Polen vertrieben hatte. Damit war die Umsiedlungsaktion abgeschlossen, die über 54.000 Deutsche aus Ostgalizien in die deutsch besetzten polnischen Gebiete zunächst in die Nähe von Lodz und dann in den Warthegau brachte. Als im Frühjahr 1945 der Zusammenbruch nahte, mussten sie aber von dort wieder fliehen und alles im Stich lassen.

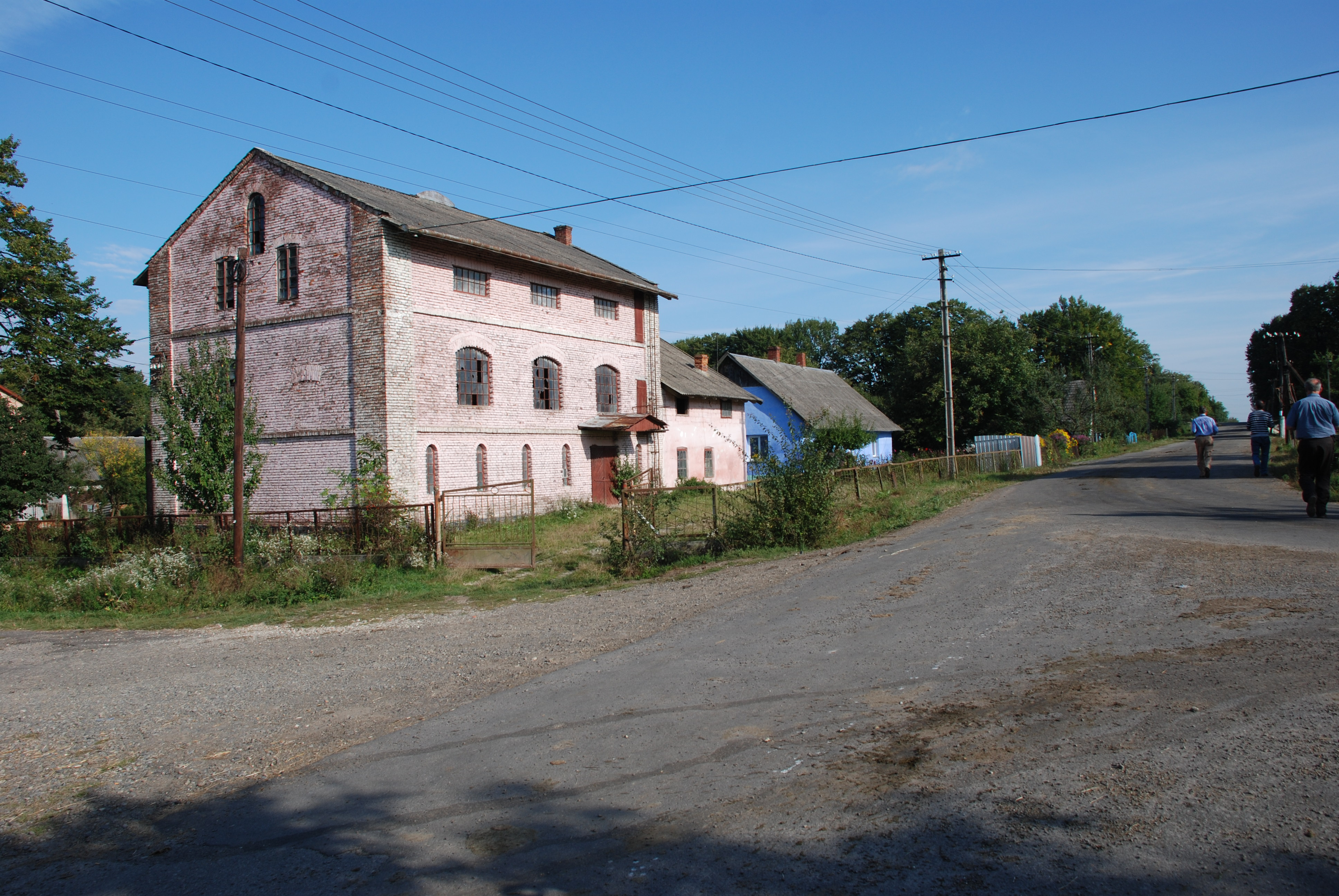
Mühle von 1938

In der neuen orthodoxen Kirche von Dornfeld wurde 2009 eine Erinnerungstafel angebracht, auf der die bis 1939 ansässigen Bewohner der einzelnen Grundstücke verzeichnet sind. Der letzte evangelische Pfarrer war dort Arnold Jaki. Auf dem Friedhof erinnert eine Gedenksäule aus dem Jahr 2000 ebenfalls an die ehemaligen Bewohner. Beides wurde vom Hilfskomitee der Galiziendeutschen verwirklicht und gemeinsam mit der Bevölkerung eingeweiht.

### Zweiter Weltkrieg
Die Zeit im Zweiten Weltkrieg war besonders in Osteuropa durch gewaltsame Umwälzungen einschließlich systematischer Judenpogrome (Aktion Reinhardt) gekennzeichnet – die Westukraine gehörte seit Juni 1941 zum deutschen Generalgouvernement, genauer zum Distrikt Galizien.
Am 18. Juni 1943 traf in Dornfeld wieder ein Zug vieler Wagen ein, auf denen deutsche Familien – diesmal evakuierte Russlanddeutsche aus dem Kaukasus und dem Donezbecken um Stalino, circa 50 Familien – ihre Habe in eine neue Heimat zu bringen hofften. Dafür waren die zwischenzeitlich dort ansässigen Polen und Ukrainer vertrieben worden. Es wurde wieder Land verteilt, auch entstand ein Staatsgut, welches von einem Stützpunktleiter verwaltet wurde, der im Pfarrhaus residierte. Zusammen mit 180 zwangsrekrutierten ukrainischen Landarbeitern waren es jetzt etwa 400 Einwohner in Dornfeld, und auch die umliegenden Dörfer waren wieder von Deutschen besiedelt. Nach einer ersten Rückzugsorder im April 1944, die kurzfristig widerrufen wurde, musste Dornfeld im Herbst schließlich erneut verlassen werden – die dritte Evakuierung.

## Beschreibung
Dornfeld ist fast im Quadrat angelegt; zwei Längs- und zwei Quergassen kreuzen sich und lassen einen großen Platz in der Mitte frei, um den 12 Wirtschaften herum gelagert sind und in dessen Mitte – vom großen baumbestandenen Kirchplatz umgeben – die Kirche liegt. Von der Kirche entspringen die vier Kirchwege, die nach Osten ins deutsche Haus (ursprünglich die Schulzenwirtschaft), nach Süden in das frühere Bürgermeisterhaus, nach Westen in die Schule und nach Norden ins Pfarrhaus mit dem Volkshochschulheim münden.

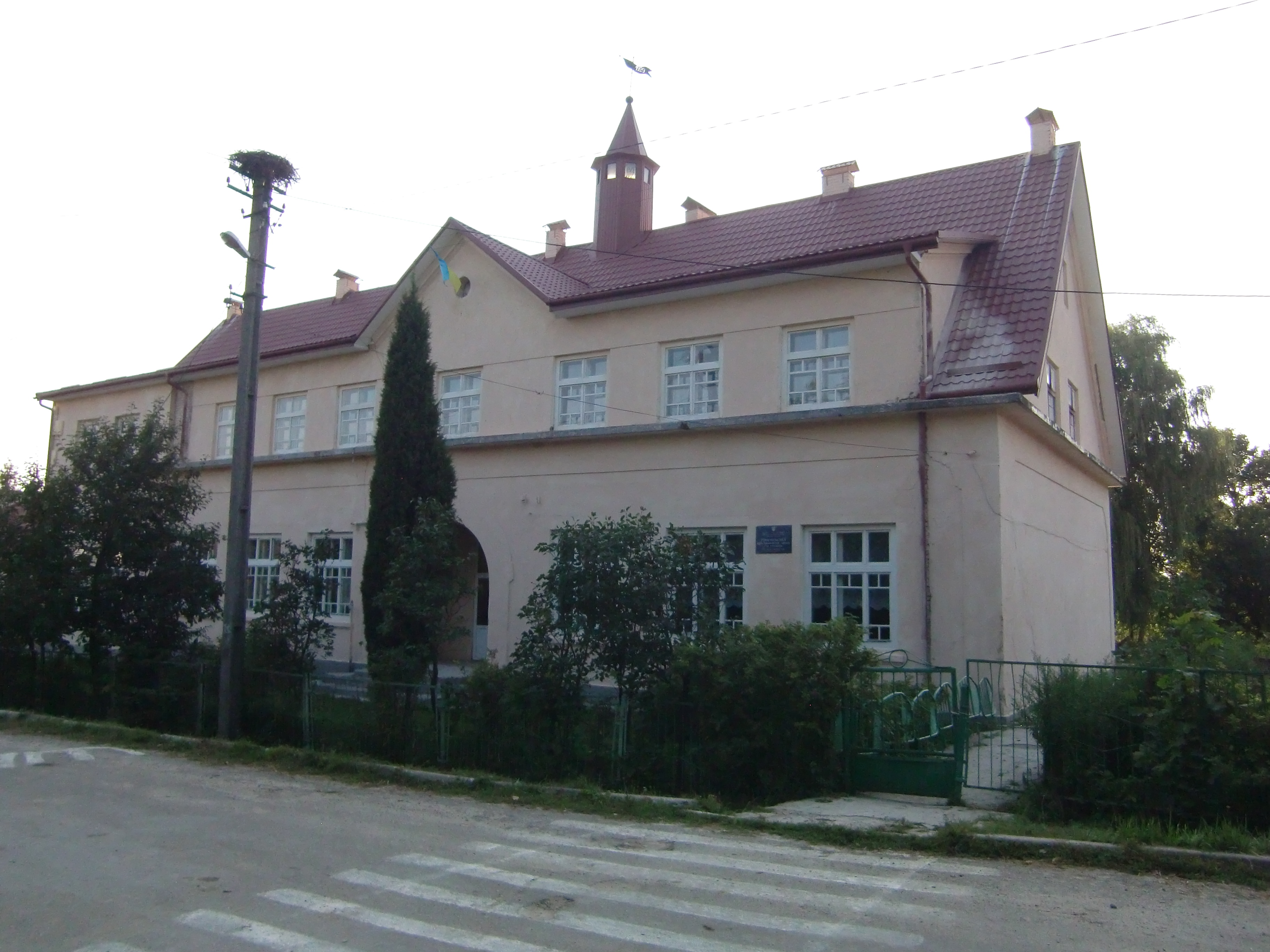
Schulhaus im Jahr 2011

 An der Südostecke des inneren Feldes wurde 1938 eine Mühle errichtet – außer der Kirche das höchste Gebäude im Ort. Weiter im Norden liegt ein Löschwasserteich und jenseits dessen der alte deutsche Friedhof (vergleiche den Ortsplan auf der Erinnerungstafel). Im Südosten südlich der Straße nach Krassiw schließt sich Dobrjany an.
Die Struktur der deutschen Siedlungen wurde in Zusammenarbeit der Universitäten Mainz und Lwiw (Lemberg) erforscht; Dornfeld wird als Beispiel für ein regelmäßiges Neunfelderdorf angeführt. An den vier Seiten des inneren Feldes (ca. 250 × 250 m) liegen außen je fünf Höfe; an den vier Ecken sind jeweils die beiden Straßen etwa gleich weit verlängert; die westlichen und östlichen Felder sind aber 2 Höfe schmäler als die mittleren. Ursprünglich waren 89 Hofstellen einschließlich Schule und Kirche geplant – nach Brigidau die zweitgrößte Kolonie im damaligen Ostgalizien. Später entstanden im Norden und Süden und durch Teilungen ca. 40 zusätzliche Stellen.
Die Einwohnerzahl stieg von 387 im Jahr 1806 auf 1342 im Jahr 1869 an, um bis 1930 auf 573 zurückzugehen.

## Gegenwart

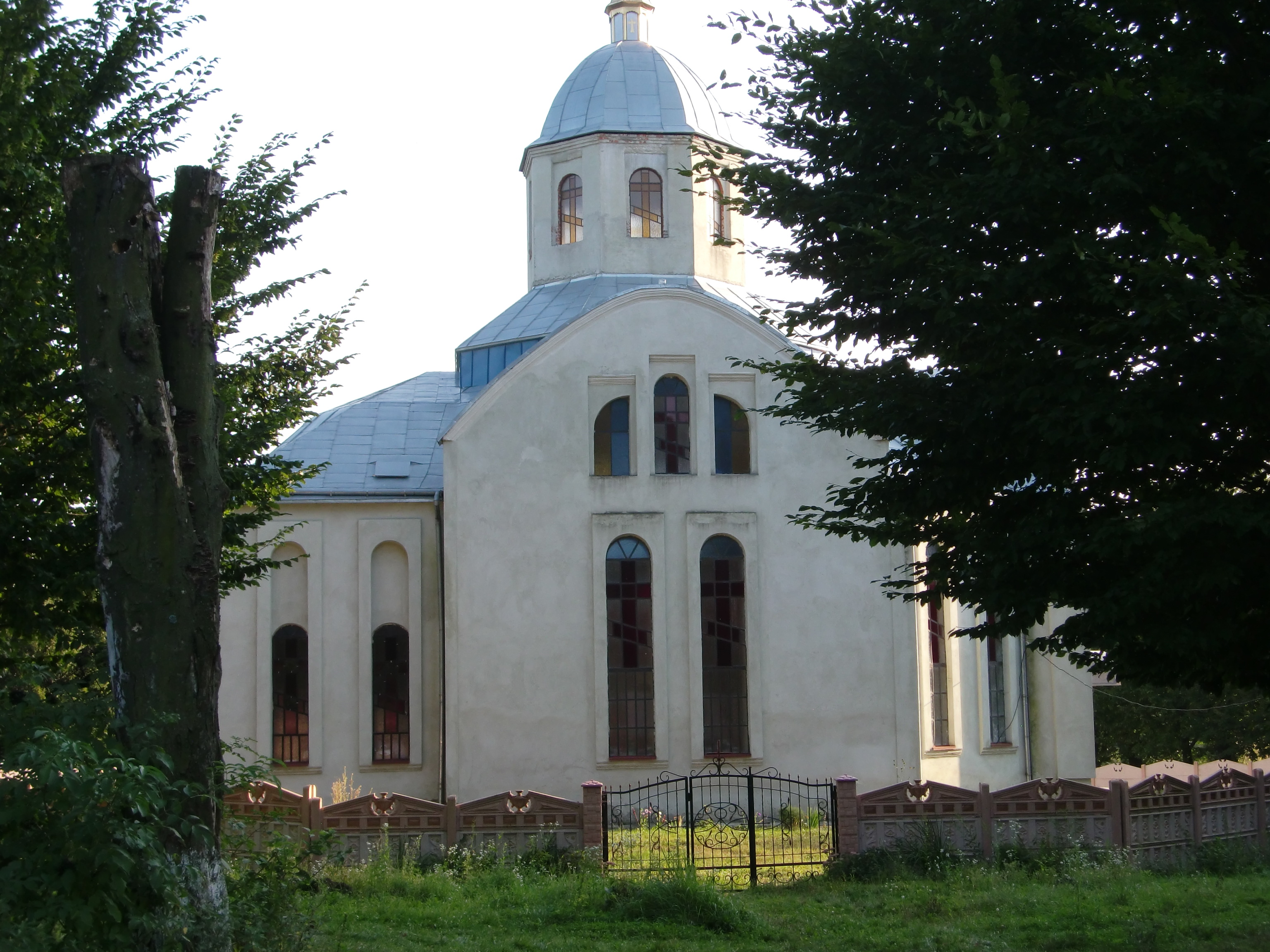
Neue orthodoxe Kirche

Zur gleichnamigen Landratsgemeinde Ternopillja zählten bis 2015 auch das Nachbardorf Dobrjany (früher polnisch Dobrzany), am 5. September 2015 wurde das Dorf ein Teil der neugegründeten Landgemeinde Trostjanez im Rajon Mykolajiw. 2020 wurde die Rajonszugehörigkeit zum Rajon Stryj geändert.
2001 wohnten in Ternopillja 473 Einwohner – davon waren ca. 250 Einwohner (53 %) unter 40 Jahre alt. Je 20 % sind nach 1990 bzw. vor 1950 geboren.
Auf dem Kirchplatz ist 2003 eine orthodoxe Kirche errichtet worden. Auch das Tor mit den Glocken ist wieder aufgebaut worden.
Das alte Pfarrhaus steht heute (2014) leer und ist baufällig, besonders der Volkshochschul-Anbau. Nebenan sind zwei Neubauten entstanden.
In der Mühle wurde vor einigen Jahren noch Getreide gemahlen. Das alte Schulhaus im Westen ist frisch renoviert und wird als Altbauteil der staatlichen Mittelschule genutzt – unter anderem gibt es einen Computer-Übungsraum.